# La spiaggia di Scheveningen prima di una tempesta
La spiaggia di Scheveningen prima di una tempesta o Vista sul Mare di Scheveningen è un dipinto di Vincent van Gogh del 1882. Conservato nel Museo Van Gogh di Amsterdam, nel 2002 fu oggetto di furto da parte di Octave Durham e del suo complice, Henk Bieslijn. 
Nel 2016, nel corso di indagini per il contrasto della Camorra, il dipinto è stato ritrovato a Castellammare di Stabia, nell'abitazione dei genitori del trafficante di droga Raffaele Imperiale, boss lungamente latitante a Dubai e arrestato il 4 Agosto 2021.
Il 21 marzo 2017, il Museo Van Gogh annuncia il ritorno nella sua collezione de Vista sul Mare di Scheveningen , assieme a Una congregazione lascia la chiesa riformata di Nuenen - l'altro dipinto trafugato in contemporanea nel 2002. Nell'aprile del 2019, dopo un lavoro di restauro durato due anni, le due opere vengono nuovamente esposte al pubblico.